# Solenogastres
De Solenogastres (wormmollusken) zijn een klasse van weekdieren. Deze klasse wordt door sommige taxonomen ingedeeld in de groep der Aplacophora die echter waarschijnlijk polyfyletisch is.

## Kenmerken
Het zijn kleine, wormachtige, mariene mollusken. Ze hebben geen schelp. De mantel is geheel bedekt met opperhuid en kalklichaampjes. De voet is gereduceerd tot een overlangse groeve met plooien, die zich aan de onderzijde van het lichaam bevindt. De meeste soorten zijn kleiner dan 25 mm. De grootste is 30 cm lang. Er zijn 290 soorten gekend.

## Taxonomie
De volgende ordes en families zijn beschreven:
- orde Cavibelonia
  - familie Acanthomeniidae Salvini-Plawen, 1978
  - familie Amphimeniidae Salvini-Plawen, 1972
  - familie Drepanomeniidae Salvini-Plawen, 1978
  - familie Epimeniidae Salvini-Plawen, 1978
  - familie Notomeniidae Salvini-Plawen, 2004
  - familie Proneomeniidae Mitchell, 1892
  - familie Pruvotinidae Heath, 1911
  - familie Rhipidoherpiidae Salvini-Plawen, 1978
  - familie Rhopalomeniidae Salvini-Plawen, 1978
  - familie Simrothiellidae Salvini-Plawen, 1978
  - familie Strophomeniidae Salvini-Plawen, 1978
  - familie Syngenoherpiidae Salvini-Plawen, 1978
  - familie

- orde Neomeniamorpha
  - familie Hemimeniidae Salvini-Plawen, 1978
  - familie Neomeniidae Ihering, 1876

- orde Pholidoskepia
  - familie Dondersiidae Simroth, 1893
  - familie Gymnomeniidae Odhner, 1920
  - familie Lepidomeniidae Pruvot, 1902
  - familie Macellomeniidae Salvini-Plawen, 1978
  - familie Meiomeniidae Salvini-Plawen, 1985
  - familie Sandalomeniidae Salvini-Plawen, 1978

- orde Sterrofustia
  - familie Heteroherpiidae Salvini-Plawen, 1978
  - familie Imeroherpiidae Salvini-Plawen, 1978
  - familie Phyllomeniidae Salvini-Plawen, 1978

- Onbekende orde:
  - familie Apodomeniidae Kocot, Todt, N. T. Mikkelsen & Halanych, 2019
- Solenogastres incertae sedis